# Atua (Religion)
Atua ist die Bezeichnung für die Götter und Geister der Polynesier: Māori, Hawaiianer und anderer. Das polynesische Wort bedeutet wörtlich „Macht“ oder „Stärke“. Das Konzept, das dahintersteht, ist vergleichbar mit dem austronesischen „Mana“. Heute wird es auch für das monotheistische Konzept von Gott verwendet. Besonders mächtige atua sind:
- Rongo – Gott des Ackerbaus und des Friedens
- Tane – Schöpfer alles lebendigen (Tiere, Vögel, Bäume)
- Tangaroa – Gott des Meeres
- Tu – Gott des Krieges
- Whiro – Gott der Dunkelheit und des Bösen

In Samoa ist die Bedeutung von atua insgesamt „Gott“.
Das traditionelle Peʻa (Tätowierung) wurde ebenfalls mit dem göttlichen Prinzip in Verbindung gebracht, jedoch eher Schutzgeistern zugeordnet. Auf der Insel Upolu in Samoa gibt es ebenfalls einen politischen Bezirk (itūmālō) mit dem Namen Atua.
Verwandte Wörter in anderen austronesischen Kulturen sind: Polynesisch „aitu“, Mikronesisch „aniti“, Bunun „hanitu“, Filipino und Tao „anito“, sowie Malaiisch und Indonesisch „hantu“ oder „antu“.